# A Manchester City FC 2008–2009-es szezonja
A Manchester City a 2008–2009-es szezonban az angol elsőosztályú bajnokságban a 10. helyen végzett. Az FA-kupában rögtön az első meccsen kiestek a Nottingham Forest ellen. A ligakupában sem tudtak mérkőzést nyerni, a  Brighton & Hove Albion ellen idegenben döntetlent értek el, a büntetőpárbajt a dél-angliai klub nyerte, a City pedig kiesett.
Az UEFA-fair play listán elfoglalt helyezésüknek köszönhetően indulhattak az UEFA-kupában, a selejtezőkben a feröeri EB/Streymur-t, a dán Midtjylland-ot és a ciprusi Omoniát legyőzve bejutottak a csoportkörbe. A holland Twente és a német Schalke ellen győzni tudtak, a francia Paris Saint-Germain ellen döntetlent játszottak, a spanyol Racing Santandertől kikaptak, de így is 1. helyen jutottak tovább. Az egyenes kieséses szakaszban két dán csapatot is búcsúztattak, előbb a Koppenhágát, majd az Aalborgot. A negyeddöntőben a német Hamburg felett már nem sikerült felülkerekedniük, így kiestek.

## Mezek
| Hazai | Hazai | Hazai | Harmadik | Harmadik | Vendég | Kapus | Kapus |

## Játékosok
A szezon közben a csapat játékosai voltak
| #  |               | Poszt | Név                   |
| -- | ------------- | ----- | --------------------- |
| 1  | Anglia        | K     | Joe Hart              |
| 2  | Anglia        | V     | Micah Richards        |
| 3  | Anglia        | V     | Michael Ball          |
| 4  | Anglia        | V     | Nedum Onuoha          |
| 5  | Horvátország  | V     | Vedran Ćorluka        |
| 5  | Argentína     | V     | Pablo Zabaleta        |
| 6  | Anglia        | KP    | Michael Johnson       |
| 7  | Írország      | KP    | Stephen Ireland       |
| 8  | Anglia        | KP    | Shaun Wright-Phillips |
| 9  | Bulgária      | CS    | Valeri Bozsinov       |
| 10 | Brazília      | CS    | Robinho               |
| 11 | Brazília      | KP    | Elano                 |
| 12 | Anglia        | CS    | Darius Vassell        |
| 14 | Brazília      | CS    | Jô                    |
| 15 | Spanyolország | V     | Javier Garrido        |
| 16 | Dánia         | K     | Kasper Schmeichel     |
| 17 | Bulgária      | KP    | Martin Petrov         |

| #  |             | Poszt | Név              |
| -- | ----------- | ----- | ---------------- |
| 19 | Svájc       | KP    | Gelson Fernandes |
| 20 | Ecuador     | CS    | Felipe Caicedo   |
| 21 | Németország | KP    | Dietmar Hamann   |
| 22 | Írország    | V     | Richard Dunne    |
| 24 | Wales       | CS    | Ched Evans       |
| 25 | Anglia      | V     | Wayne Bridge     |
| 26 | Izrael      | V     | Tal Ben-Háim     |
| 27 | Zimbabwe    | CS    | Benjani          |
| 28 | Anglia      | CS    | Daniel Sturridge |
| 29 | Nigéria     | KP    | Kelvin Etuhu     |
| 30 | Anglia      | V     | Shaleum Logan    |
| 33 | Belgium     | V     | Vincent Kompany  |
| 34 | Hollandia   | KP    | Nigel de Jong    |
| 36 | Brazília    | V     | Gláuber          |
| 37 | Írország    | K     | Shay Given       |
| 39 | Wales       | CS    | Craig Bellamy    |
| 40 | Szlovákia   | KP    | Vladimir Weiss   |

### Érkezők
| Dátum       | Játékos               | Nemzetiség | Poszt       | Honnan           | Átigazolási összeg |
| ----------- | --------------------- | ---------- | ----------- | ---------------- | ------------------ |
| 2008.07.02. | Jô                    | brazil     | csatár      | CSZKA Moszkva    | £ 18 000 000       |
| 2008.07.30. | Tal Ben-Háim          | izraeli    | hátvéd      | Chelsea          | £ 5 000 000        |
| 2008.08.21. | Vincent Kompany       | belga      | hátvéd      | Hamburg          | £ 6 000 000        |
| 2008.08.28. | Shaun Wright-Phillips | angol      | középpályás | Chelsea          | £ 8 500 000        |
| 2008.08.31. | Pablo Zabaleta        | argentin   | hátvéd      | Espanyol         | £ 6 450 000        |
| 2008.08.31. | Gláuber               | brazil     | hátvéd      | Nürnberg         | nem közölt         |
| 2008.09.01. | Robinho               | brazil     | csatár      | Real Madrid      | £ 32 500 000       |
| 2009.01.03. | Wayne Bridge          | angol      | hátvéd      | Chelsea          | £ 10 000 000       |
| 2009.01.19. | Craig Bellamy         | walesi     | csatár      | West Ham United  | £ 14 000 000       |
| 2009.01.21. | Nigel de Jong         | holland    | középpályás | Hamburg          | £ 16 000 000       |
| 2009.02.01. | Shay Given            | ír         | kapus       | Newcastle United | £ 5 900 000        |

### Távozók
| Dátum       | Játékos           | Nemzetiség | Poszt       | Hova              | Átigazolási összeg |
| ----------- | ----------------- | ---------- | ----------- | ----------------- | ------------------ |
| 2008.07.02. | Andreas Isaksson  | svéd       | kapus       | PSV Eindhoven     | nem közölt         |
| 2008.07.02. | Sun Jihai         | kínai      | hátvéd      | Sheffield United  | ingyen             |
| 2008.07.04. | Geovanni          | brazil     | középpályás | Hull City         | ingyen             |
| 2008.07.14. | Jórgosz Szamarász | görög      | csatár      | Celtic            | nem közölt         |
| 2008.07.30. | Bernardo Corradi  | olasz      | csatár      | Reggina           | ingyen             |
| 2008.08.07. | Paul Dickov       | skót       | csatár      | Leicester City    | ingyen             |
| 2008.08.23. | Rolando Bianchi   | olasz      | csatár      | Torino            | nem közölt         |
| 2008.09.01. | Vedran Ćorluka    | horvát     | hátvéd      | Tottenham Hotspur | £ 8 500 000        |
| 2008.09.02. | Émile Mpenza      | belga      | csatár      | Plymouth Argyle   | szerződés lejárt   |

### Kölcsönbe adott játékosok
| No. |     | Poszt | Játékos                                                     |
| --- | --- | ----- | ----------------------------------------------------------- |
|     | ISR | V     | Tal Ben-Háim (Sunderland, 2009. február 1.–2009. május 31.) |
|     | BRA | CS    | Jô (Everton, 2009. február 2.–2009. május 31.)              |

## Felkészülési mérkőzések
| Dátum              | Ellenfél             | O / I | Eredmény LG – KG | Gólszerzők      |
| ------------------ | -------------------- | ----- | ---------------- | --------------- |
| 2008. július 9.    | Metalurh Zaporizzsja | I     | 0 – 0            |                 |
| 2008. július 26.   | Hamburg              | I     | 0 – 1            |                 |
| 2008. augusztus 2. | Stockport County     | I     | 2 – 2            | Bozsinov, Evans |
| 2008. augusztus 6. | Celtic               | I     | 1 – 1            | Petrov          |
| 2008. augusztus 9. | AC Milan             | O     | 1 – 0            | Bozsinov        |

## Premier League
| 2008. augusztus 17. |

| Aston Villa                      | 4 – 2               | Manchester City                  |
| -------------------------------- | ------------------- | -------------------------------- |
| Carew 47' Agbonlahor 69' 74' 76' | (0 – 0) Jegyzőkönyv | 64' (11-esből) Elano 89' Ćorluka |

| Villa Park, Birmingham Nézőszám: 39 955 Játékvezető: Phil Dowd |

| 2008. augusztus 24. |

| Manchester City             | 3 – 0               | West Ham United |
| --------------------------- | ------------------- | --------------- |
| Sturridge 65' Elano 70' 76' | (0 – 0) Jegyzőkönyv | 37′ Noble       |

| City of Manchester Stadium, Manchester Nézőszám: 36 635 Játékvezető: Howard Webb |

| 2008. augusztus 31. |

| Sunderland | 0 – 3             | Manchester City                     |
| ---------- | ----------------- | ----------------------------------- |
|            | (0 –) Jegyzőkönyv | 45' Ireland 50' 58' Wright-Phillips |

| Stadium of Light, Sunderland Nézőszám: 39 622 Játékvezető: Chris Foy |

| 2008. szeptember 13. |

| Manchester City | 1 – 3               | Chelsea                                       |
| --------------- | ------------------- | --------------------------------------------- |
| Robinho 13'     | (1 – 1) Jegyzőkönyv | 16' Carvalho 53' Lampard 69' Anelka 77′ Terry |

| City of Manchester Stadium, Manchester Nézőszám: 47 331 Játékvezető: Mark Halsey |

| 2008. szeptember 21. |

| Manchester City                                                          | 6 – 0               | Portsmouth |
| ------------------------------------------------------------------------ | ------------------- | ---------- |
| Jô 13' Dunne 20' Robinho 57' Wright-Phillips 68' Evans 78' Fernandes 83' | (2 – 0) Jegyzőkönyv |            |

| City of Manchester Stadium, Manchester Nézőszám: 40 238 Játékvezető: Alan Wiley |

| 2008. szeptember 28. |

| Wigan Athletic                   | 2 – 1               | Manchester City |
| -------------------------------- | ------------------- | --------------- |
| Valencia 16' Zaki 34' (11-esből) | (2 – 1) Jegyzőkönyv | 22' Kompany     |

| JJB Stadium, Wigan Nézőszám: 18 214 Játékvezető: Steve Bennett |

| 2008. október 5. |

| Manchester City         | 2 – 3               | Liverpool                  |
| ----------------------- | ------------------- | -------------------------- |
| Ireland 19' Garrido 41' | (2 – 0) Jegyzőkönyv | 55' 73' Torres 90+1' Kuijt |

| City of Manchester Stadium, Manchester Nézőszám: 47 280 Játékvezető: Peter Walton |

| 2008. október 20. |

| Newcastle United              | 2 – 2               | Manchester City                    |
| ----------------------------- | ------------------- | ---------------------------------- |
| Beye 12′ Ameobi 44' Dunne 63' | (1 – 1) Jegyzőkönyv | 14' (11-esből) Robinho 86' Ireland |

| St James’ Park, Newcastle upon Tyne Nézőszám: 45 908 Játékvezető: Rob Styles |

| 2008. október 26. |

| Manchester City     | 3 – 0               | Stoke City |
| ------------------- | ------------------- | ---------- |
| Robinho 14' 47' 72' | (1 – 0) Jegyzőkönyv |            |

| City of Manchester Stadium, Manchester Nézőszám: 44 624 Játékvezető: Steve Tanner |

| 2008. október 29. |

| Middlesbrough                     | 2 – 0               | Manchester City |
| --------------------------------- | ------------------- | --------------- |
| Alves 53' (11-esből) O'Neil 90+4' | (0 – 0) Jegyzőkönyv |                 |

| Riverside Stadion, Middlesbrough Nézőszám: 25 731 Játékvezető: Lee Mason |

| 2008. november 2. |

| Bolton Wanderers      | 2 – 0               | Manchester City |
| --------------------- | ------------------- | --------------- |
| Gardner 77' Dunne 88' | (0 – 0) Jegyzőkönyv |                 |

| Reebok Stadium, Bolton Nézőszám: 21 095 Játékvezető: Michael Riley |

| 2008. november 9. |

| Manchester City                     | 1 – 2               | Tottenham Hotspur             |
| ----------------------------------- | ------------------- | ----------------------------- |
| Robinho 16' Fernandes 26′ Dunne 83′ | (1 – 1) Jegyzőkönyv | 29' 64' Bent 89′ Assou-Ekotto |

| City of Manchester Stadium, Manchester Nézőszám: 41 893 Játékvezető: Mike Dean |

| 2008. november 16. |

| Hull City               | 2 – 2               | Manchester City |
| ----------------------- | ------------------- | --------------- |
| Cousin 14' Geovanni 60' | (1 – 2) Jegyzőkönyv | 37' 45' Ireland |

| KC Stadium, Kingston upon Hull Nézőszám: 24 902 Játékvezető: Phil Dowd |

| 2008. november 22. |

| Manchester City                                      | 3 – 0               | Arsenal |
| ---------------------------------------------------- | ------------------- | ------- |
| Ireland 45+1' Robinho 56' Sturridge 90+1' (11-esből) | (1 – 0) Jegyzőkönyv |         |

| City of Manchester Stadium, Manchester Nézőszám: 44 878 Játékvezető: Alan Wiley |

| 2008. november 30. |

| Manchester City | 0 – 1               | Manchester United      |
| --------------- | ------------------- | ---------------------- |
|                 | (0 – 0) Jegyzőkönyv | 42' Rooney 68′ Ronaldo |

| City of Manchester Stadium, Manchester Nézőszám: 47 320 Játékvezető: Howard Webb |

| 2008. december 6. |

| Fulham      | 1 – 1               | Manchester City |
| ----------- | ------------------- | --------------- |
| Bullard 27' | (1 – 1) Jegyzőkönyv | 6' Benjani      |

| Craven Cottage, London Nézőszám: 24 012 Játékvezető: Rob Styles |

| 2008. december 13. |

| Manchester City | 0 – 1               | Everton      |
| --------------- | ------------------- | ------------ |
|                 | (0 – 0) Jegyzőkönyv | 90+2' Cahill |

| City of Manchester Stadium, Manchester Nézőszám: 41 344 Játékvezető: Mark Halsey |

| 2008. december 21. |

| West Bromwich Albion   | 2 – 1               | Manchester City |
| ---------------------- | ------------------- | --------------- |
| Moore 69' Bednar 90+2' | (0 – 0) Jegyzőkönyv | 86' Caicedo     |

| The Hawthorns, West Bromwich Nézőszám: 25 010 Játékvezető: Chris Foy |

| 2008. december 26. |

| Manchester City                             | 5 – 1               | Hull City |
| ------------------------------------------- | ------------------- | --------- |
| Caicedo 15' 27' Robinho 28' 36' Ireland 82' | (4 – 0) Jegyzőkönyv | 80' Fagan |

| City of Manchester Stadium, Manchester Nézőszám: 45 196 Játékvezető: Andre Marriner |

| 2008. december 28. |

| Blackburn Rovers         | 2 – 2               | Manchester City             |
| ------------------------ | ------------------- | --------------------------- |
| McCarthy 45' Roberts 84' | (1 – 0) Jegyzőkönyv | 88' Sturridge 90+4' Robinho |

| Ewood Park, Blackburn Nézőszám: 25 200 Játékvezető: Howard Webb |

| 2009. január 17. |

| Manchester City        | 1 – 0               | Wigan Athletic |
| ---------------------- | ------------------- | -------------- |
| Zabaleta 53' 54′ Dunne | (0 – 0) Jegyzőkönyv |                |

| City of Manchester Stadium, Manchester Nézőszám: 41 262 Játékvezető: Lee Mason |

| 2009. január 28. |

| Manchester City                 | 2 – 1               | Newcastle United |
| ------------------------------- | ------------------- | ---------------- |
| Wright-Phillips 17' 77' Bellamy | (1 – 0) Jegyzőkönyv | 81' Carroll      |

| City of Manchester Stadium, Manchester Nézőszám: 42 280 Játékvezető: Mike Jones |

| 2009. január 31. |

| Stoke City              | 1 – 0               | Manchester City |
| ----------------------- | ------------------- | --------------- |
| Delap 37′ Beattie 45+5' | (1 – 0) Jegyzőkönyv |                 |

| Britannia Stadium, Stoke-on-Trent Nézőszám: 27 236 Játékvezető: Martin Atkinson |

| 2009. február 7. |

| Manchester City | 1 – 0               | Middlesbrough |
| --------------- | ------------------- | ------------- |
| Bellamy 51'     | (0 – 0) Jegyzőkönyv |               |

| City of Manchester Stadium, Manchester Nézőszám: 40 558 Játékvezető: Andre Marriner |

| 2009. február 14. |

| Portsmouth                  | 2 – 0               | Manchester City |
| --------------------------- | ------------------- | --------------- |
| Johnson 70' Hreiðarsson 75' | (0 – 0) Jegyzőkönyv |                 |

| Fratton Park, Portsmouth Nézőszám: 20 018 Játékvezető: Lee Probert |

| 2009. február 22. |

| Liverpool | 1 – 1               | Manchester City |
| --------- | ------------------- | --------------- |
| Kuijt 78' | (0 – 0) Jegyzőkönyv | 51' Bellamy     |

| Anfield, Liverpool Nézőszám: 44 259 Játékvezető: Phil Dowd |

| 2009. március 1. |

| West Ham United | 1 – 0               | Manchester City |
| --------------- | ------------------- | --------------- |
| Collison 70'    | (0 – 0) Jegyzőkönyv |                 |

| Boleyn Ground, London Nézőszám: 34 562 Játékvezető: Mike Dean |

| 2009. március 4. |

| Manchester City                          | 2 – 0               | Aston Villa |
| ---------------------------------------- | ------------------- | ----------- |
| Elano 24' (11-esből) Wright-Phillips 89' | (1 – 0) Jegyzőkönyv |             |

| City of Manchester Stadium, Manchester Nézőszám: 40 137 Játékvezető: Chris Foy |

| 2009. március 15. |

| Chelsea    | 1 – 0               | Manchester City |
| ---------- | ------------------- | --------------- |
| Essien 18' | (1 – 0) Jegyzőkönyv |                 |

| Stamford Bridge, London Nézőszám: 41 810 Játékvezető: Michael Riley |

| 2009. március 22. |

| Manchester City | 1 – 0               | Sunderland    |
| --------------- | ------------------- | ------------- |
| Richards 56'    | (1 – 0) Jegyzőkönyv | 16′ McCartney |

| City of Manchester Stadium, Manchester Nézőszám: 43 017 Játékvezető: Steve Tanner |

| 2009. április 4. |

| Arsenal         | 2 – 0               | Manchester City |
| --------------- | ------------------- | --------------- |
| Adebayor 8' 49' | (1 – 0) Jegyzőkönyv |                 |

| Emirates Stadion, London Nézőszám: 60 097 Játékvezető: Andre Marriner |

| 2009. április 12. |

| Manchester City | 1 – 3               | Fulham                    |
| --------------- | ------------------- | ------------------------- |
| Ireland 28'     | (1 – 0) Jegyzőkönyv | 50' 83' Dempsey 59' Etuhu |

| City of Manchester Stadium, Manchester Nézőszám: 39 841 Játékvezető: Mark Halsey |

| 2009. április 19. |

| Manchester City                                                       | 4 – 2               | West Bromwich Albion |
| --------------------------------------------------------------------- | ------------------- | -------------------- |
| Robinho 8' Onuoha 21' Elano 56' (11-esből) Sturridge 90+1' (11-esből) | (2 – 1) Jegyzőkönyv | 37' 54' Brunt        |

| City of Manchester Stadium, Manchester Nézőszám: 40 072 Játékvezető: Mike Jones |

| 2009. április 25. |

| Everton       | 1 – 2               | Manchester City         |
| ------------- | ------------------- | ----------------------- |
| Gosling 90+4' | (0 – 1) Jegyzőkönyv | 35' Robinho 54' Ireland |

| Goodison Park, Liverpool Nézőszám: 37 791 Játékvezető: Alan Wiley |

| 2009. május 2. |

| Manchester City                                | 3 – 1               | Blackburn Rovers |
| ---------------------------------------------- | ------------------- | ---------------- |
| Caicedo 27' Robinho 34' Elano 45+1' (11-esből) | (3 – 0) Jegyzőkönyv | 66' Andrews      |

| City of Manchester Stadium, Manchester Nézőszám: 43 967 Játékvezető: Mike Dean |

| 2009. május 10. |

| Manchester United     | 2 – 0               | Manchester City |
| --------------------- | ------------------- | --------------- |
| Ronaldo 18' Tévez 45' | (2 – 0) Jegyzőkönyv |                 |

| Old Trafford, Manchester Nézőszám: 75 464 Játékvezető: Chris Foy |

| 2009. május 16. |

| Tottenham Hotspur              | 2 – 1               | Manchester City |
| ------------------------------ | ------------------- | --------------- |
| Defoe 29' Keane 86' (11-esből) | (1 – 0) Jegyzőkönyv | 65' Bozsinov    |

| White Hart Lane, London Nézőszám: 36 000 Játékvezető: Mark Halsey |

| 2009. május 24. |

| Manchester City | 1 – 0               | Blackburn Rovers |
| --------------- | ------------------- | ---------------- |
| Caicedo 8'      | (1 – 0) Jegyzőkönyv |                  |

| City of Manchester Stadium, Manchester Nézőszám: 47 202 Játékvezető: Mark Clattenburg |

### Tabella
| #   | Csapat                   | M  | GY | D  | V  | G+ – G– | GK  | P  | Megjegyzések                |
| --- | ------------------------ | -- | -- | -- | -- | ------- | --- | -- | --------------------------- |
| 1.  | Manchester United (B)    | 38 | 28 | 6  | 4  | 68–24   | +44 | 90 | Bajnokok Ligája csoportkör  |
| 2.  | Liverpool                | 38 | 25 | 11 | 2  | 77–27   | +50 | 86 | Bajnokok Ligája csoportkör  |
| 3.  | Chelsea                  | 38 | 25 | 8  | 5  | 68–24   | +44 | 83 | Bajnokok Ligája csoportkör  |
| 4.  | Arsenal                  | 38 | 20 | 12 | 6  | 68–37   | +31 | 72 | Bajnokok Ligája rájátszás   |
| 5.  | Everton                  | 38 | 17 | 12 | 9  | 55–37   | +18 | 63 | Európa-liga rájátszás       |
| 6.  | Aston Villa              | 38 | 17 | 11 | 10 | 54–48   | +6  | 62 | Európa-liga rájátszás       |
| 7.  | Fulham                   | 38 | 14 | 11 | 13 | 39–34   | +5  | 53 | Európa-liga 3. selejtezőkör |
| 8.  | Tottenham Hotspur        | 38 | 14 | 9  | 15 | 45–45   | 0   | 51 |                             |
| 9.  | West Ham United          | 38 | 14 | 9  | 15 | 42–45   | −3  | 51 |                             |
| 10. | Manchester City          | 38 | 15 | 5  | 18 | 58–50   | +8  | 50 |                             |
| 11. | Wigan Athletic           | 38 | 12 | 9  | 17 | 34–45   | −11 | 45 |                             |
| 12. | Stoke City               | 38 | 12 | 9  | 17 | 38–55   | −17 | 45 |                             |
| 13. | Bolton Wanderers         | 38 | 11 | 8  | 19 | 41–53   | −12 | 41 |                             |
| 14. | Portsmouth               | 38 | 10 | 11 | 17 | 38–57   | −19 | 41 |                             |
| 15. | Blackburn Rovers         | 38 | 10 | 11 | 17 | 40–60   | −20 | 41 |                             |
| 16. | Sunderland               | 38 | 9  | 9  | 20 | 34–54   | −20 | 36 |                             |
| 17. | Hull City                | 38 | 8  | 11 | 19 | 39–64   | −25 | 35 |                             |
| 18. | Newcastle United (K)     | 38 | 7  | 13 | 18 | 40–59   | −19 | 34 | kiesők                      |
| 19. | Middlesbrough (K)        | 38 | 7  | 11 | 20 | 28–57   | −29 | 32 | kiesők                      |
| 20. | West Bromwich Albion (K) | 38 | 8  | 8  | 22 | 36–67   | −31 | 32 | kiesők                      |

Utolsó frissítés: 2009. május 24. 
Forrás: enwiki 
A rangsorolás alapszabályai: 1. összpontszám, 2. egymás elleni eredmények összpontszáma, 3. gólkülönbség, 4. szerzett gólok száma.
(B): Bajnokcsapat, (K): Kieső csapat, (F): Feljutó csapat, (I): Kupainduló, (R): A rájátszás győztese, (KGY): Kupagyőztes

## FA-kupa
| 2009. január 3. Harmadik kör |

| Manchester City | 0 – 3               | Nottingham Forest                 |
| --------------- | ------------------- | --------------------------------- |
|                 | (0 – 2) Jegyzőkönyv | 38' Tyson 42' Earnshaw 75' Garner |

| City of Manchester Stadium, Manchester Nézőszám: 31 869 Játékvezető: Lee Probert |

## Ligakupa
| 2008. szeptember 24. Második kör |

| Brighton & Hove Albion                  | 2 – 2 (h. u.)                     | Manchester City            |
| --------------------------------------- | --------------------------------- | -------------------------- |
| Murray 89' Anyinsah 95'                 | (0 – 0, 1 – 1, 2 – 1) Jegyzőkönyv | 65' Fernandes 108' Ireland |
| Büntetőpárbaj                           |                                   |                            |
| Livermore Elphick Murray Virgo Richards | 5 – 3                             | Evans Elano Kompany Ball   |

| Withdean Stadium, Brighton Nézőszám: 8729 Játékvezető: Andy D'Urso |

## UEFA-kupa
| 2008. július 17. 20:00 CEST Első selejtezőkör |

| EB/Streymur | 0 – 2               | Manchester City      |
| ----------- | ------------------- | -------------------- |
|             | (0 – 2) Jegyzőkönyv | 9' Petrov 28' Hamann |

| Tórsvøllur Stadion, Eiði Nézőszám: 5700 Játékvezető: Nicole Petignat (svájci) |

| 2008. július 31. 21:00 CEST Első selejtezőkör |

| Manchester City          | 2 – 0               | EB/Streymur |
| ------------------------ | ------------------- | ----------- |
| Petrov 48' Vassell 90+1' | (0 – 0) Jegyzőkönyv |             |

| City of Manchester Stadium, Manchester Nézőszám: 7334 Játékvezető: Augustus Constantin (román) |

Továbbjutott a Manchester City 4–0-s összesítéssel.
| 2008. augusztus 14. 20:45 CEST Második selejtezőkör |

| Manchester City | 0 – 1               | Midtjylland |
| --------------- | ------------------- | ----------- |
|                 | (0 – 1) Jegyzőkönyv | 15' Olsen   |

| City of Manchester Stadium, Manchester Nézőszám: 17 200 Játékvezető: Babak Rafati (német) |

| 2008. augusztus 28. 16:25 CEST Második selejtezőkör |

| Midtjylland   | 0 – 1 (h. u.)              | Manchester City |
| ------------- | -------------------------- | --------------- |
|               | (0 – 0, 0 – 1) Jegyzőkönyv | 89' Califf      |
| Büntetőpárbaj |                            |                 |
|               | 2 – 4                      |                 |

| SAS Arena, Herning Nézőszám: 9460 Játékvezető: Robert Malek (lengyel) |

Továbbjutott a Manchester City 1–1-es összesítéssel, büntetőkkel.
| 2008. szeptember 18. 19:00 CEST 1. kör |

| Omonia   | 1 – 2               | Manchester City |
| -------- | ------------------- | --------------- |
| Duro 49' | (0 – 0) Jegyzőkönyv | 59' 72' Jô      |

| GSP Stadium, Nicosia Nézőszám: 15 907 Játékvezető: Paolo Dondarini (olasz) |

| 2008. október 2. 20:45 CEST 1. kör |

| Manchester City               | 2 – 1               | Omonia    |
| ----------------------------- | ------------------- | --------- |
| Elano 48' Wright-Phillips 55' | (0 – 0) Jegyzőkönyv | 78' Alabi |

| City of Manchester Stadium, Manchester Nézőszám: 25 304 Játékvezető: Said Ennjimi (francia) |

Továbbjutott a Manchester City 4–2-es összesítéssel.
Csoportkör
| 2008. november 6. 20:45 CET |

| Manchester City                            | 3 – 2               | Twente                |
| ------------------------------------------ | ------------------- | --------------------- |
| Wright-Phillips 2' Robinho 57' Benjani 62' | (1 – 1) Jegyzőkönyv | 17' Elia 65' Wielaert |

| City of Manchester Stadium, Manchester Nézőszám: 21 247 Játékvezető: Nyikolaj Vlagyimirovics Ivanov (orosz) |

| 2008. november 27. 19:00 CET |

| Schalke 04 | 0 – 2               | Manchester City         |
| ---------- | ------------------- | ----------------------- |
|            | (0 – 1) Jegyzőkönyv | 32' Benjani 66' Ireland |

| Veltins-Arena, Gelsenkirchen Nézőszám: 54 142 Játékvezető: Alexandru Tudor (román) |

| 2008. december 3. 20:45 CET |

| Manchester City | 0 – 0               | Paris Saint-Germain |
| --------------- | ------------------- | ------------------- |
|                 | (0 – 0) Jegyzőkönyv |                     |

| City of Manchester Stadium, Manchester Nézőszám: 25 626 Játékvezető: Bruno Miguel Duarte Paixao (portugál) |

| 2008. december 18. 20:45 CET |

| Racing Santander                                  | 3 – 1               | Manchester City |
| ------------------------------------------------- | ------------------- | --------------- |
| Jonathan Pereira 20' Óscar Serrano 30' Valera 54' | (2 – 0) Jegyzőkönyv | 90+2' Caicedo   |

| Estadio El Sardinero, Santander Nézőszám: 18 360 Játékvezető: Serge Gumienny (belga) |

| Csapat              | M | Gy | D | V | Rg | Kg | Gk | P |
| ------------------- | - | -- | - | - | -- | -- | -- | - |
| Manchester City     | 4 | 2  | 1 | 1 | 6  | 5  | +1 | 7 |
| Twente              | 4 | 2  | 0 | 2 | 5  | 8  | –3 | 6 |
| Paris Saint-Germain | 4 | 1  | 2 | 1 | 7  | 5  | +2 | 5 |
| Racing Santander    | 4 | 1  | 2 | 1 | 6  | 5  | +1 | 5 |
| Schalke 04          | 4 | 1  | 1 | 2 | 5  | 6  | –1 | 4 |

Csoportjából a Manchester City 1. helyen jutott tovább.
| 2009. február 19. 20:05 CET A legjobb 16 közé jutásért |

| København                 | 2 – 2               | Manchester City        |
| ------------------------- | ------------------- | ---------------------- |
| Aílton 56' Vingaard 90+1' | (0 – 1) Jegyzőkönyv | 29' Onuoha 61' Ireland |

| Parken Stadion, Koppenhága Játékvezető: Pavel Královec (cseh) |

| 2009. február 26. 20:45 CET A legjobb 16 közé jutásért |

| Manchester City | 2 – 1               | København      |
| --------------- | ------------------- | -------------- |
| Bellamy 73' 79' | (0 – 0) Jegyzőkönyv | 90+1' Vingaard |

| City of Manchester Stadium, Manchester Játékvezető: Selçuk Dereli (török) |

Továbbjutott a Manchester City 4–3-as összesítéssel.
| 2009. március 12. 20:45 CET Nyolcaddöntő |

| Manchester City                | 2 – 0               | Aalborg |
| ------------------------------ | ------------------- | ------- |
| Caicedo 8' Wright-Phillips 30' | (2 – 0) Jegyzőkönyv |         |

| City of Manchester Stadium, Manchester Játékvezető: Alain Hamer (luxemburgi) |

| 2009. március 19. 20:05 CEST Nyolcaddöntő |

| Aalborg                               | 2 – 0 (h. u.)              | Manchester City |
| ------------------------------------- | -------------------------- | --------------- |
| Shelton 85' Jakobsen 90+1' (11-esből) | (0 – 0, 2 – 0) Jegyzőkönyv |                 |
| Büntetőpárbaj                         |                            |                 |
|                                       | 3 – 4                      |                 |

| Energi Nord Arena, Aalborg Játékvezető: Stéphane Lannoy (francia) |

Továbbjutott a Manchester City 2–2-es összesítéssel, büntetőkkel.
| 2009. április 9. 20:05 CEST Negyeddöntő |

| Hamburg                                             | 3 – 1               | Manchester City |
| --------------------------------------------------- | ------------------- | --------------- |
| Mathijsen 9' Trochowski 63' (11-esből) Guerrero 79' | (1 – 1) Jegyzőkönyv | 1' Ireland      |

| HSH Nordbank Arena, Hamburg Játékvezető: Olegário Benquerença (portugál) |

| 2009. április 16. 20:45 CET Negyeddöntő |

| Manchester City                  | 2 – 1               | Hamburg      |
| -------------------------------- | ------------------- | ------------ |
| Elano 17' (11-esből) Caicedo 50' | (1 – 1) Jegyzőkönyv | 12' Guerrero |

| City of Manchester Stadium, Manchester Játékvezető: Nicola Rizzoli (olasz) |

Továbbjutott a Hamburg 4–3-as összesítéssel.

## Góllövőlista
| Játékos               | Gól |
| --------------------- | --- |
| Robinho               | 15  |
| Stephen Ireland       | 13  |
| Felipe Caicedo        | 8   |
| Elano                 | 8   |
| Shaun Wright-Phillips | 8   |
| Craig Bellamy         | 5   |
| Daniel Sturridge      | 4   |
| Benjani               | 3   |
| Jô                    | 3   |
| Gelson Fernandes      | 2   |
| Nedum Onuoha          | 2   |
| Martin Petrov         | 2   |
| Valeri Bozsinov       | 1   |
| Vedran Ćorluka        | 1   |
| Richard Dunne         | 1   |
| Ched Evans            | 1   |
| Javier Garrido        | 1   |
| Dietmar Hamann        | 1   |
| Vincent Kompany       | 1   |
| Micah Richards        | 1   |
| Darius Vassell        | 1   |
| Pablo Zabaleta        | 1   |

| Játékos               | Gól |
| --------------------- | --- |
| Robinho               | 14  |
| Stephen Ireland       | 9   |
| Elano                 | 6   |
| Felipe Caicedo        | 5   |
| Shaun Wright-Phillips | 5   |
| Daniel Sturridge      | 4   |
| Craig Bellamy         | 3   |
| Benjani               | 1   |
| Valeri Bozsinov       | 1   |
| Vedran Ćorluka        | 1   |
| Richard Dunne         | 1   |
| Ched Evans            | 1   |
| Gelson Fernandes      | 1   |
| Javier Garrido        | 1   |
| Jô                    | 1   |
| Vincent Kompany       | 1   |
| Nedum Onuoha          | 1   |
| Micah Richards        | 1   |
| Pablo Zabaleta        | 1   |

| Scorer                | Goals |
| --------------------- | ----- |
| Felipe Caicedo        | 3     |
| Stephen Ireland       | 3     |
| Shaun Wright-Phillips | 3     |
| Craig Bellamy         | 2     |
| Benjani               | 2     |
| Elano                 | 2     |
| Jô                    | 2     |
| Martin Petrov         | 2     |
| Dietmar Hamann        | 1     |
| Nedum Onuoha          | 1     |
| Robinho               | 1     |
| Darius Vassell        | 1     |

| Játékos          | Gól |
| ---------------- | --- |
| Gelson Fernandes | 1   |
| Stephen Ireland  | 1   |